# Precariaat
Precariaat is een sociologisch en economisch begrip. Het is een porte-manteau van de woorden precair en proletariaat. Dit neologisme werd omschreven door hoogleraar 'Economische zekerheid' Guy Standing van de universiteit van Bath. Het verwijst naar de onzekerheid op sociaal, economisch, cultureel en politiek vlak van een groeiende groep in de maatschappij, die uitmondt in populisme en extremisme.

## The new dangerous class
Guy Standing waarschuwt in zijn boek The Precariat, the new dangerous class (2011) voor de gevolgen van die onzekerheid. Het precariaat kenmerkt zich door korte banen, lage inkomens, moeilijke relaties, weinig sociale zekerheid en/of het ontbreken van een politieke stem. Naast een dreiging van toenemende armoede (zoals bij de Mini-Jobs in Duitsland), is het precariaat bovendien vatbaar voor populisme en extremisme en vormt het zo tevens een democratisch gevaar. Die precaire klasse breidde de laatste jaren uit en werd diverser aldus Standing. In Japan schat hij de bevolkingsgroep op meer dan 20 miljoen. In Europa werd het precariaat een thema in de vroege 21ste eeuw: hoogopgeleide jongeren vonden geen baan of verrichtten onderbetaald werk.

## Standings ideeën in context
Het boek herinnert in zekere zin aan Richard Wilkinsons boek The spirit level, waarin wordt aangetoond hoe een hogere mate van ongelijkheid in een maatschappij samenhangt met allerlei sociaal destabiliserende elementen, zoals meer tienerzwangerschappen, slechtere gezondheid en meer geweld.

## Basisinkomen
Standing denkt dat een basisinkomen de eerste stap is om ‘de nieuwe gevaarlijke klasse’ te vermijden of te bestrijden.